# Wigilia świętej Agnieszki

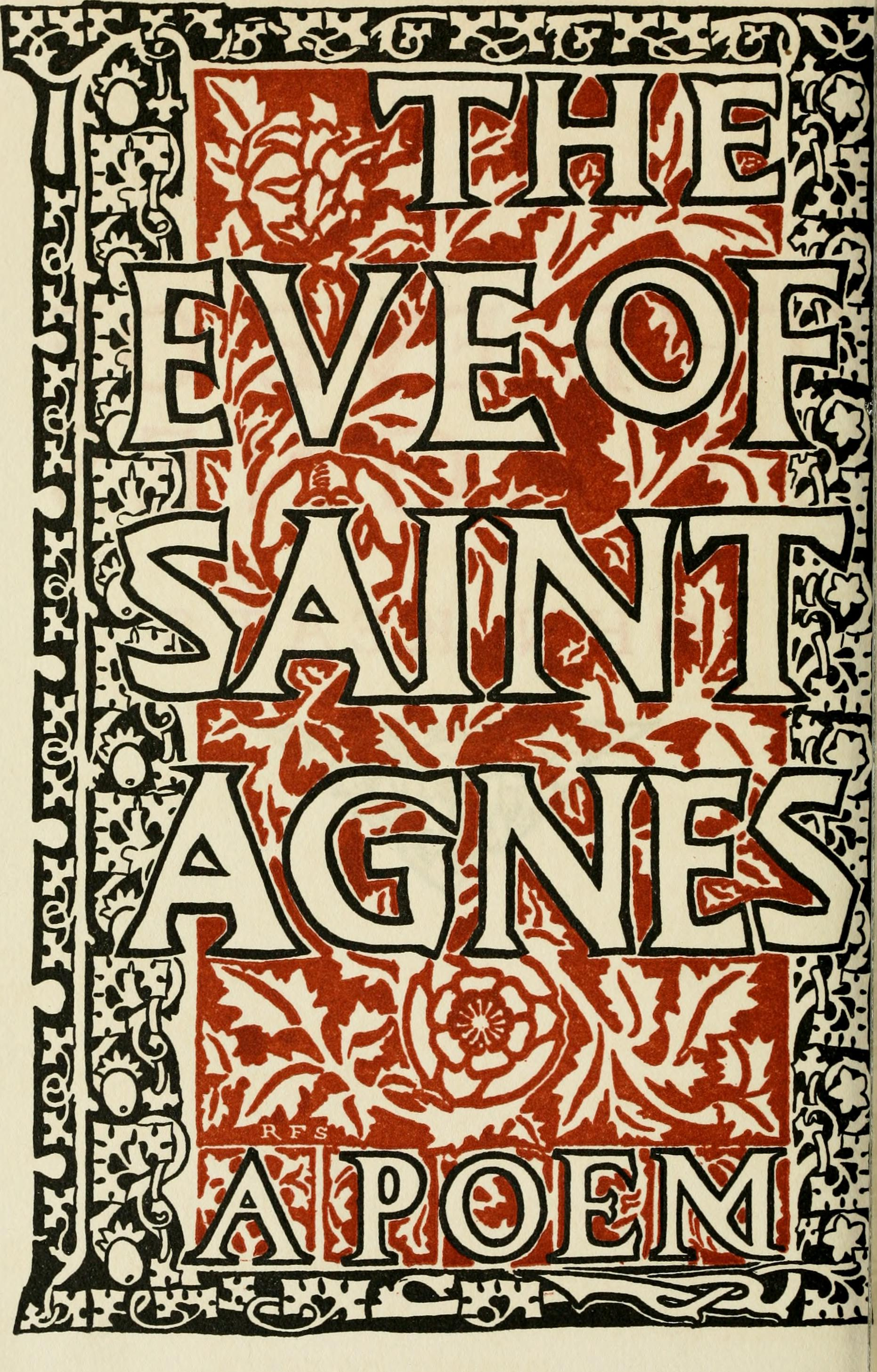
Okładka wydania Wigilii świętej Agnieszki z 1900

Wigilia świętej Agnieszki (ang. The Eve of St. Agnes) – ballada angielskiego romantycznego poety Johna Keatsa. Utwór powstał w 1819 i został opublikowany w 1820. Opowiada o ucieczce młodej dziewczyny imieniem Madeline z jej ukochanym Porphyrem przy pomocy starej służącej. Została napisana dziewięciowersową strofą spenserowską, rymowaną ababbcbcc. Poeta użył tej formy już wcześniej, w swoim debiutanckim wierszu zatytułowanym Imitation of Spenser (Naśladowanie Spensera). Utwór składa się z 42 strof. Motyw ucieczki dwojga zakochanych Keats zaczerpnął najprawdopodobniej z opowiadania Giovanniego Boccaccia Filocolo.
St. Agnes' Eve—Ah, bitter chill it was!

The owl, for all his feathers, was a-cold;

The hare limp'd trembling through the frozen grass,

And silent was the flock in woolly fold:

Numb were the Beadsman's fingers, while he told

His rosary, and while his frosted breath,

Like pious incense from a censer old,

Seem'd taking flight for heaven, without a death,

Past the sweet Virgin's picture, while his prayer he saith.
Balladę Keatsa przełożyła na język polski z zachowaniem jej formy wersyfikacyjnej Zofia Kierszys.